# Крауцец, Ганка

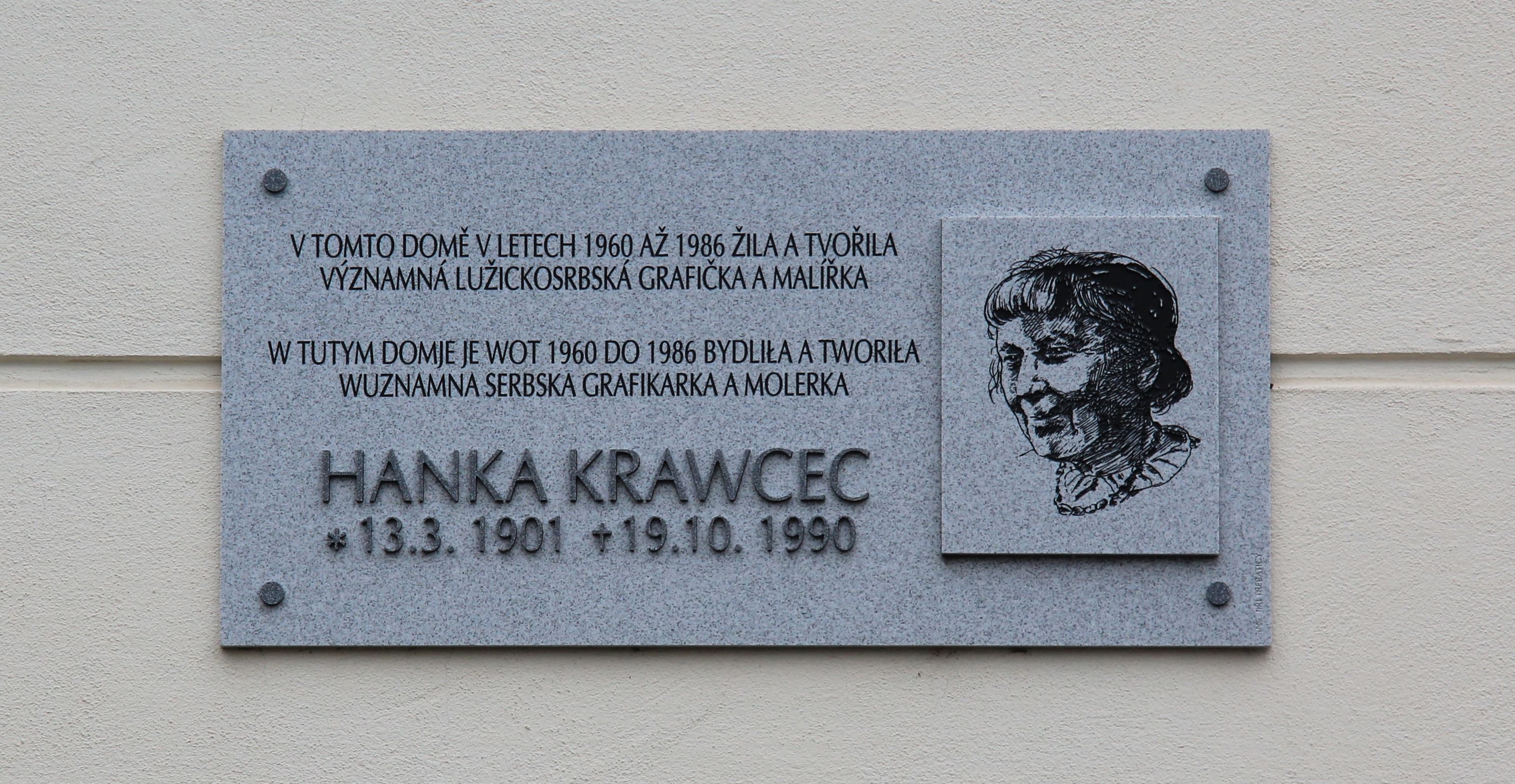
Мемориальная доска на доме в городе Йиржиков, Чехословакия

Га́нка Кра́уцец (в.-луж. Hanka Krawcec, 13 марта 1901 года, Дрезден, Германия — 19 октября 1990 года, Йиржиков, Чехословакия) — серболужицкая художница, график.

## Биография
Родилась 13 марта 1901 года в семье лужицкого композитора Бярната Крауца. Изучала изобразительное искусство в Дрездене у профессора Дрешера и в пражской Школе прикладного искусства в классе чешского художника Франтишека Киселы. В 1928 году возвратилась в Германию и до конца Второй мировой войны работала в одном из рекламных агентств в Берлине. После войны работала в Будишине в серболужицкой культурно-просветительской организации «Домовина». В 1947 году вместе с отцом переехала в Варнсдорф, где проживала до 1986 года. С 1986 года проживала в чешском городе Филиппов (сегодня — часть города Йиржиков), где скончалась 19 октября 1990 года.
Является автором многочисленных графических рисунков, иллюстраций, плакатов, экслибрисов. Создала цикл графических работ под названием «Člověk by člověku světlem měl být» (1961—1975). Её произведения хранятся в пражских Национальной галерее и Национальном музее.

## Награды
- Заслуженный деятель культуры Чехословакии (1978);
- Премия имени Якуба Чишинского (1982)